# Pithecia irrorata
Pithecia irrorata är en däggdjursart som beskrevs av Gray 1842. Pithecia irrorata ingår i släktet plymsvansapor och familjen Pitheciidae. Inga underarter finns listade.
För fyra exemplar av olika kön registrerades en kroppslängd (huvud och bål) av 44 till 49 cm och en svanslängd av 40,7 till 49,6 cm. De hade 10 till 13 cm långa bakfötter och 1,8 till 3,7 cm stora öron. Hos hannar bildas pälsen på ovansidan främst av svarta hår med några vita hår inblandade som ger pälsen ett prickigt utseende. Antalet vita hår ökar hos äldre exemplar. Ovanför ansiktet finns ett vitt tvärband som kan ha en fortsättning förbi öronen mot djurets nacke. Flera hannar har en brun skugga på underarmarna och framtassarnas samt fötternas färg är vit. I ansiktet finns bara några glest fördelade hår på köttfärgad hud, förutom nosen som är lite mörkare. Honor har nästan samma utseende men området med brun skugga kan sträcka sig till axeln och bröstet. Dessutom är ansiktet mörkare och de glest fördelade håren är ofta svarta.
Denna plymsvansapa förekommer i nordvästra Brasilien och angränsande delar av östra Peru och norra Bolivia. Arten vistas där i regnskogar, bergsskogar och andra skogar.
Liksom andra plymsvansapor väger arten cirka ett till tre kilogram. Den äter frön, frukter, blommor och andra växtdelar samt några insekter. Ett föräldrapar bildar med sina ungar en liten flock. De rör sig i ett revir som har en radie av 10 till 25 km. Livslängden i fångenskap kan uppgå till 16 år.
Pithecia irrorata hotas i vissa delar av utbredningsområdet av jakt och skogsavverkningar men populationen är fortfarande ganska stor. IUCN kategoriserar arten globalt med kunskapsbrist.